# 397

397(삼백구십칠)은 396보다 크고 398보다 작은 자연수다.

## 수학
- 78번째 소수(素數)다. 앞의 소수는 389, 다음 소수는 401이다.
- 12번째 중심있는 육각수다. 앞의 중심있는 육각수는 331, 다음은 469다.
- 피타고라스 삼조의 빗변의 길이이다. ({\displaystyle 228^{2}+325^{2}=397^{2}})[a]
- {\displaystyle 397=6^{2}+19^{2}}
  - 서로 다른 두 자연수의 제곱합으로 나타낼 수 있는 수다.
- {\displaystyle 34^{3}-1}은 397로 나누어떨어진다.

## 과학
- NGC 397(영어판): 물고기자리 방향에 있는 렌즈형 은하.

## 교통
- 국도
  - 일본 397번 국도(일본어판): 이와테현 오후나토시에서 아키타현 요코테시까지 이어지는 일본의 국도.
- 기타 도로
  - 397번 지방도 (폐지): 대한민국의 과거 지방도.
  - 현도 제397호선

## 군사
- U-397(영어판): 제2차 세계 대전에 사용된 나치 독일의 군용 잠수함.

## 문화유산
- 대한민국의 보물 제397호: 남양주 봉선사 동종
- 대한민국의 사적 제397호: 강진 전라병영성

## 기타
- 연도: 397년, 기원전 397년